# Israëlisch-Libanese Oorlog (2006)

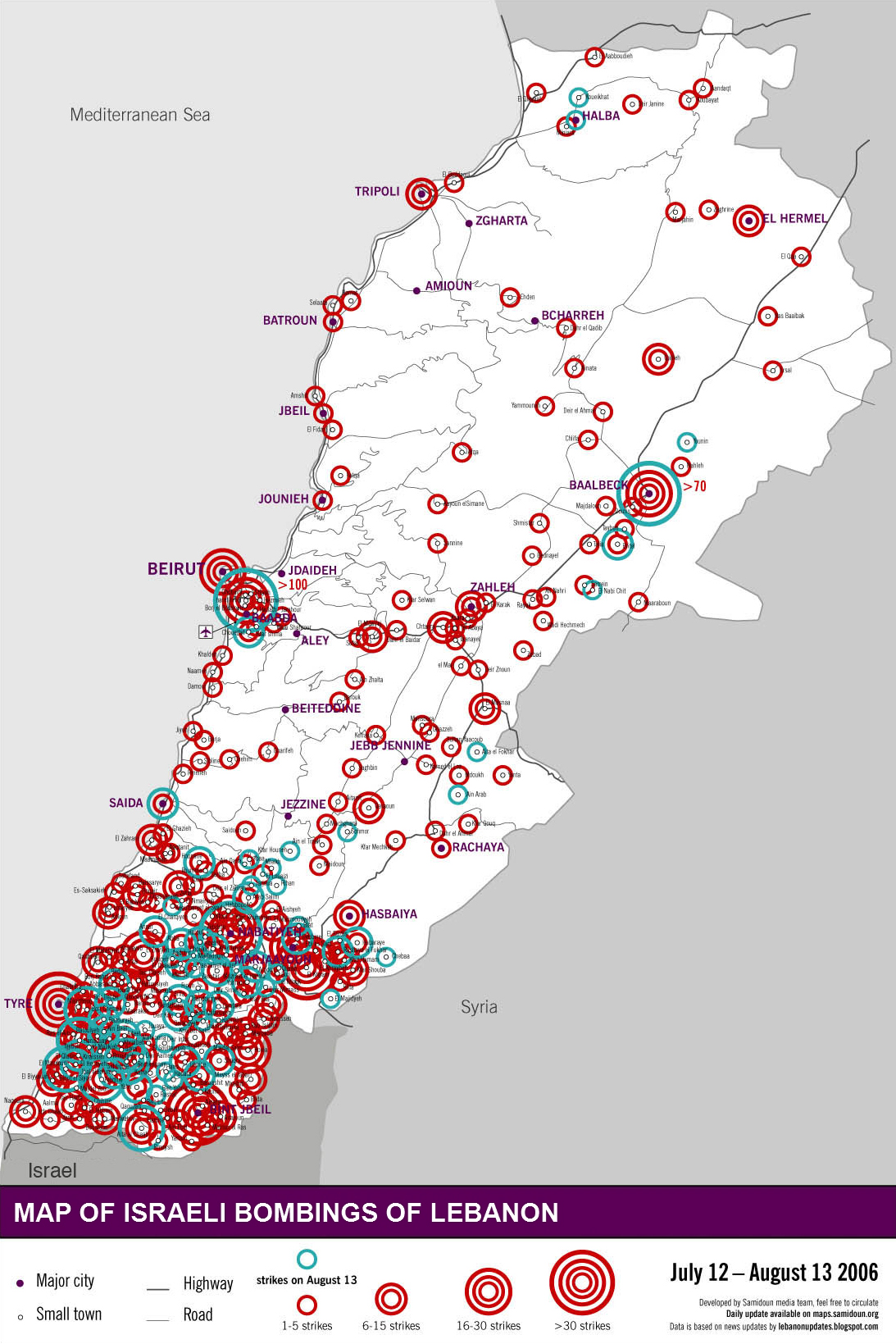
Gebombardeerde locaties in Libanon tussen 12 juli en 13 augustus 2006

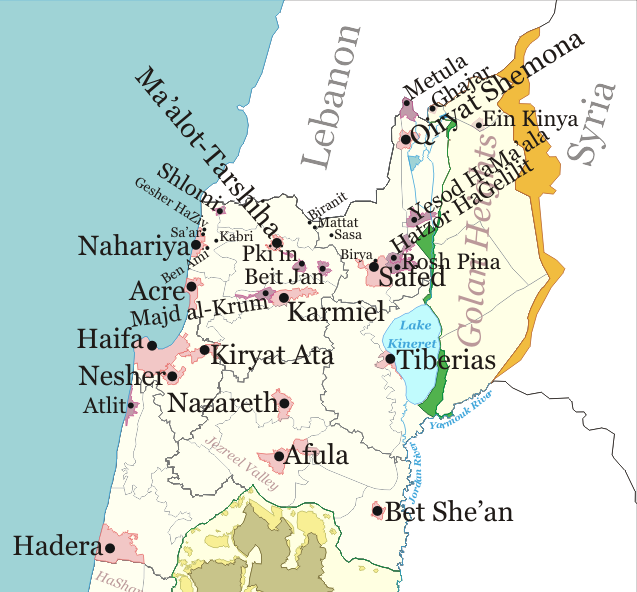
Ingeslagen Hezbollah-raketten in Noord-Israël

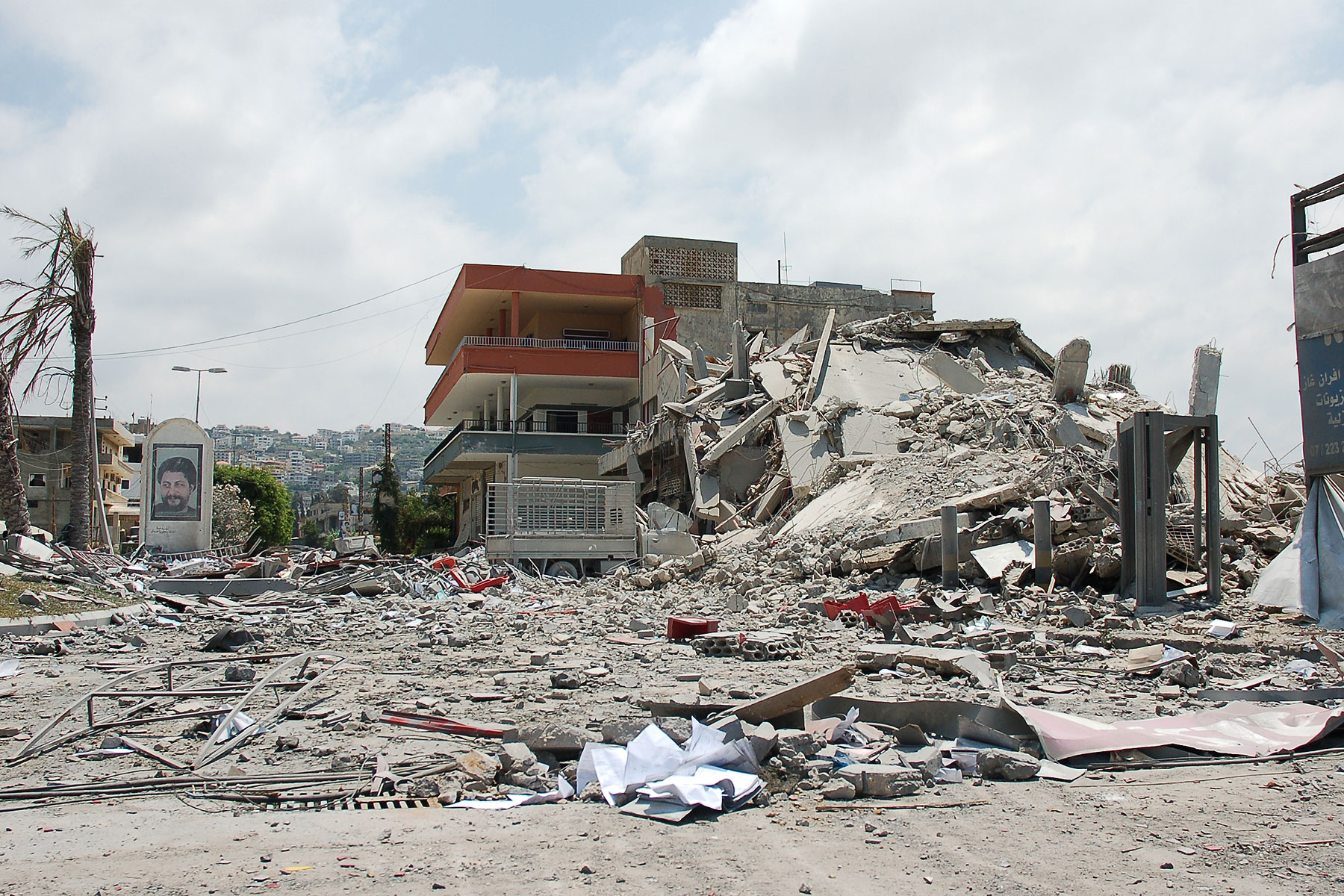
Een verwoest winkelcentrum in de buurt van Sidon, Zuid-Libanon

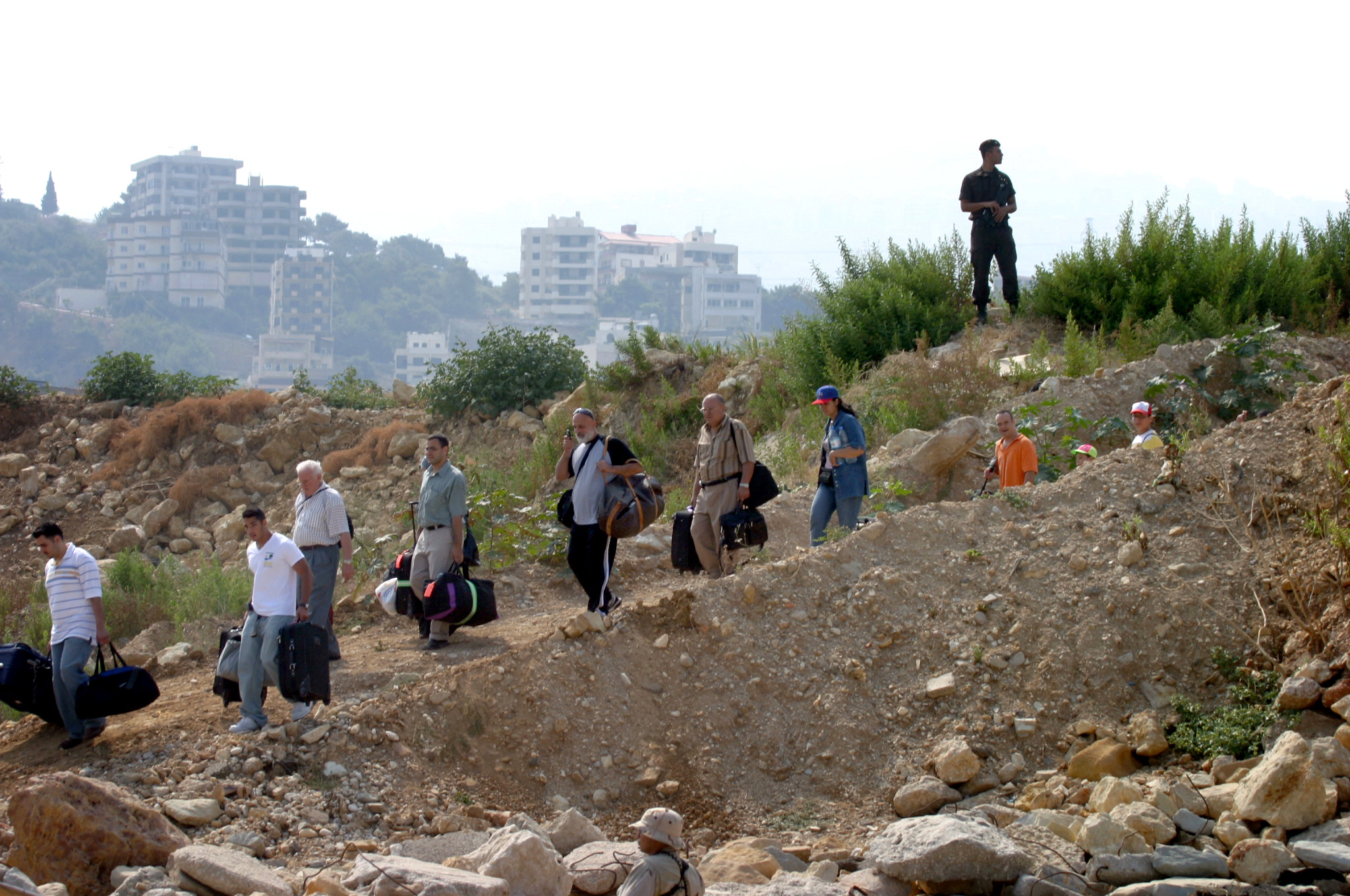
Amerikaanse burgers worden door hun leger in veiligheid gebracht

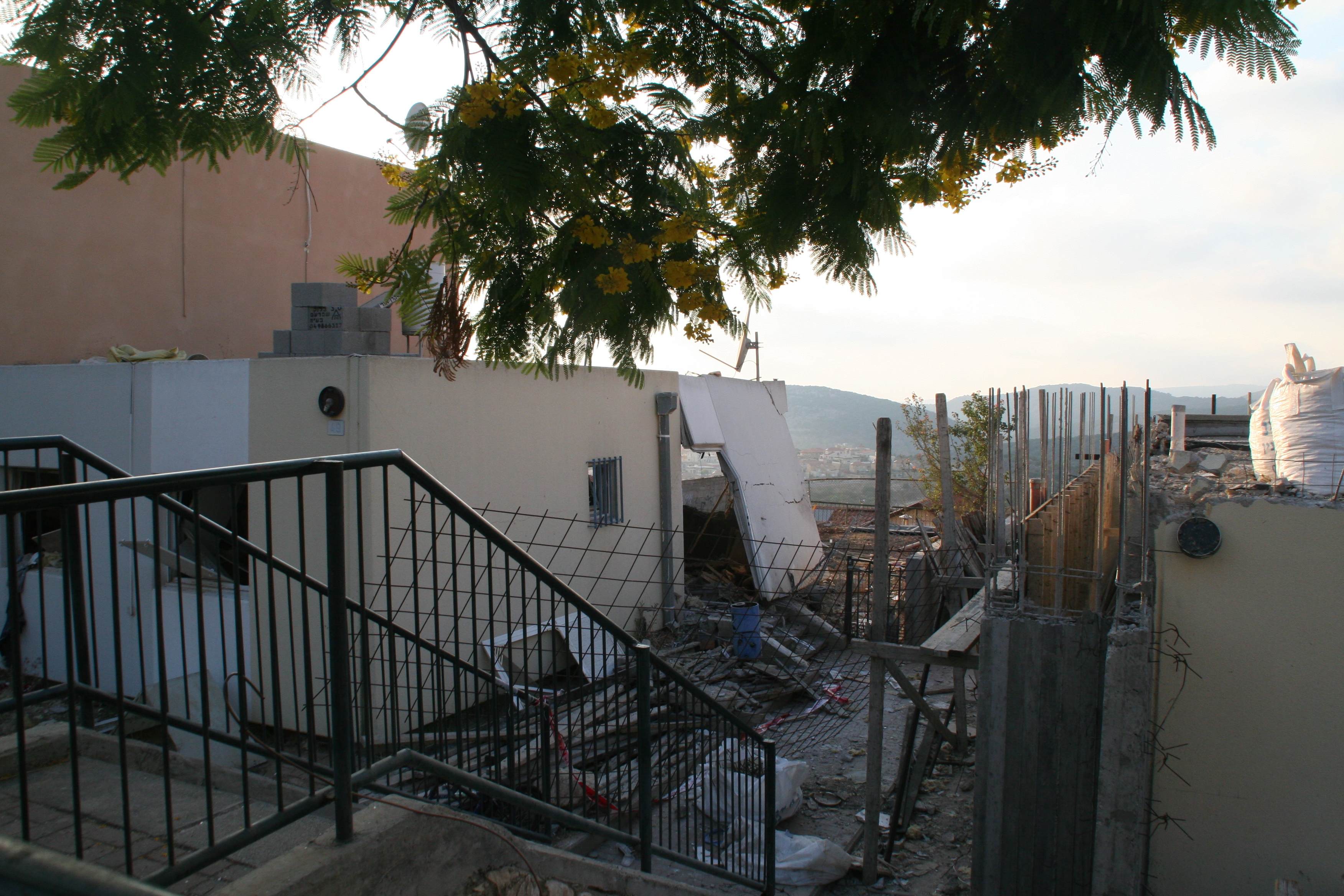
Een huis in Ma'alot, Noord-Israël, na inslag van een Katjoesja

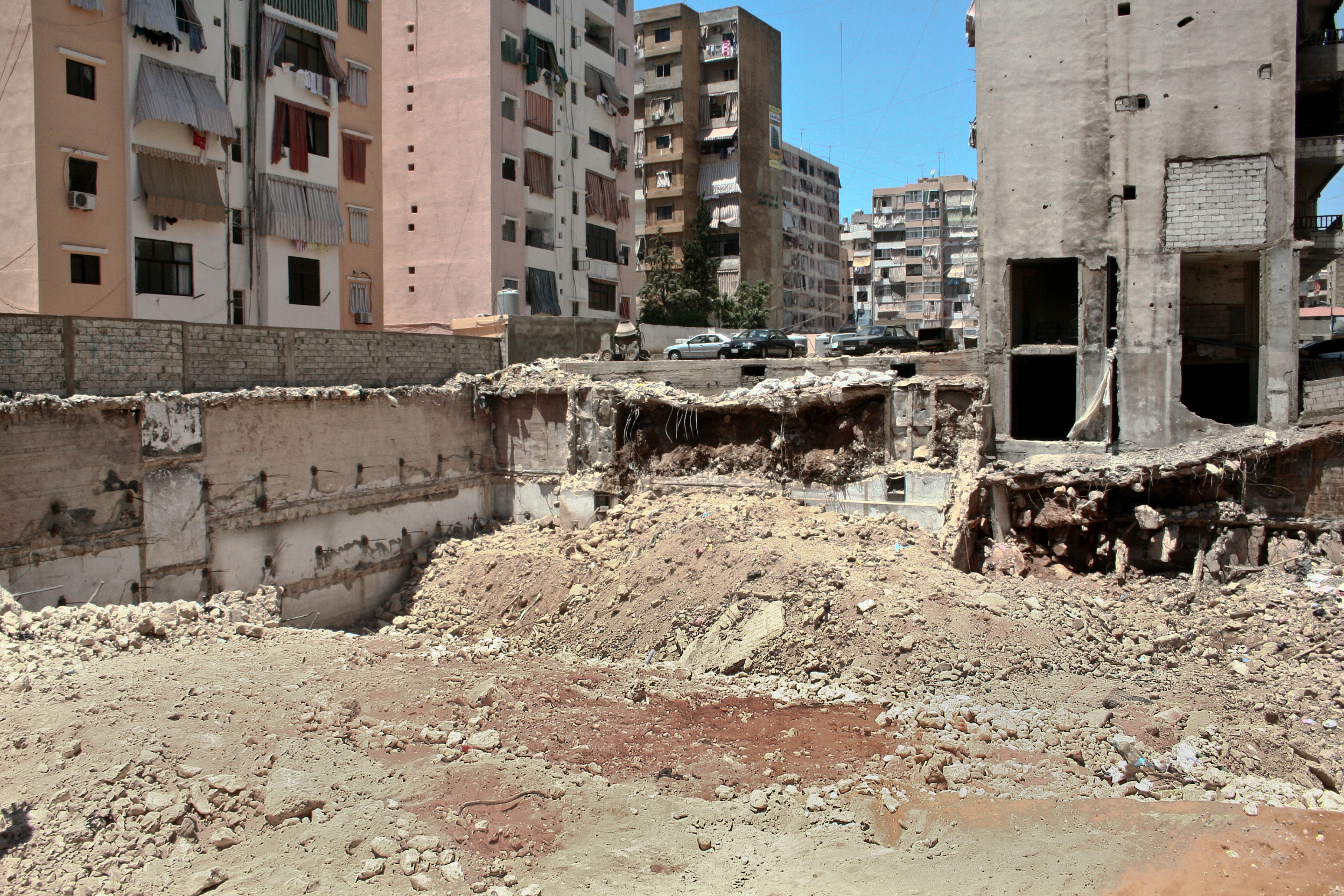
Twee jaar na de oorlog was veel infrastructuur van Libanon nog niet herbouwd

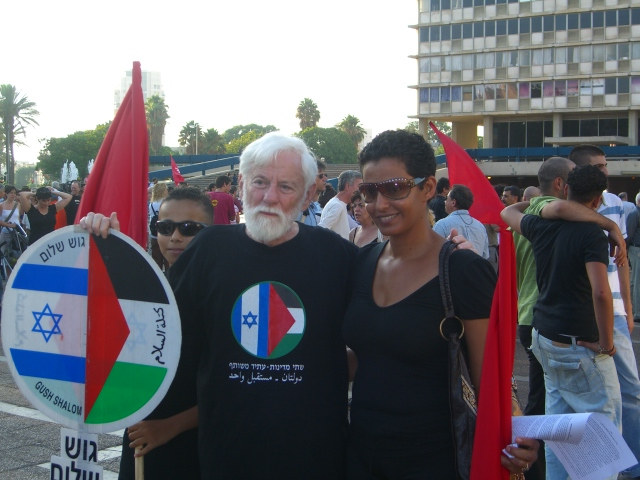
Over heel de wereld werd gedemonstreerd, zo ook in Israël door de extreemlinkse partij Hadash.

De Israëlisch-Libanese Oorlog van 2006, in Libanon de Oorlog van juli (Arabisch: حرب تموز, Ḥarb Tammūz) en in Israël Tweede Libanonoorlog genoemd en in de media ook wel Hezbollah-oorlog, is een gewapend conflict dat op 12 juli 2006 tussen Israël en de Libanese Hezbollah-beweging is uitgebroken en voortduurde tot het staakt-het-vuren van 14 augustus 2006.

## Achtergrond
Het gewapende conflict begon op woensdag 12 juli 2006 toen strijders van de Libanese Hezbollah-militie Israëlisch grondgebied binnendrongen en een Israëlische grenspost aanvielen. Bij deze aanval werden drie Israëlische soldaten gedood en twee gevangengenomen (Ehud Goldwasser en Eldad Regev). Tegelijkertijd vuurde Hezbollah Katjoesja-raketten af op Israëlisch grondgebied. Direct daarop trachtten militairen van het Israëlische defensieleger de gevangengenomen grenswachten te bevrijden, doch deze poging mislukte en hierbij kwamen nog eens vijf Israëlische militairen om het leven. Deze actie van de Hezbollah luidde het begin in van een nieuwe confrontatie tussen deze beweging en Israël. De aanval van Hezbollah kwam 18 dagen na het begin van Operatie Zomerregens van het Israëlische leger in de Gazastrook, bedoeld om een door Hamas gegijzelde militair te bevrijden en om de raketaanvallen van Hamas op Israëlisch grondgebied te stoppen.
De aanval van Hezbollah op Israëlisch grondgebied werd door Israël gezien als een schending van zijn territoriale integriteit. Israël opende een tegenaanval onder de naam Operatie Juiste Beloning. Premier Ehud Olmert beschouwde de aanval van Hezbollah als een "oorlogsdaad" en hield heel Libanon verantwoordelijk, omdat Hezbollah deel uitmaakt van de Libanese regering, en Libanon Hezbollah niet heeft ontwapend. Het Libanese leger stelde zich neutraal
op.
Tegelijkertijd voert Israël aanvallen uit in de Gazastrook, waaronder een bombardement op het Palestijnse ministerie van buitenlandse zaken;.
Het conflict wordt ook wel gezien als een oorlog bij volmacht tussen de Verenigde Staten (via Israël) en Iran (via Hezbollah) De Verenigde Staten, die een sterke invloed op Israël hebben, grijpen niet in, ten dele omdat zij deze gevechten opvatten als onderdeel van de 'strijd tegen terrorisme', waarin Iran een van de belangrijkste vijanden is. Ook de regering van Israël ziet de hand van Iran in het conflict (evenals die van Syrië). Het streng-islamitische Iran, dat iets eerder tot vrees van Israël en de VS zijn nucleaire programma opnieuw had opgestart, steunde op zijn beurt Hezbollah.

## Israëlische aanvallen op Libanon
- Op 12 juli 2006 bombardeerden Israëlische gevechtsvliegtuigen diverse strategische doelen in het zuiden van Libanon, waaronder een belangrijke brug tussen de steden Tyrus en Nabatiyeh[4] en begon met tankaanvallen in Zuid-Libanon. Die avond vergaderde het voltallige Israëlische kabinet (en dus niet alleen het veiligheidskabinet) en werd besloten tot verdere acties.
- Op 13 juli 2006 bombardeerden Israëlische gevechtsvliegtuigen de Rafik Hariri International Airport nabij Beiroet. Ook de kantoren van het Hezbollah-televisiestation al-Manar werden gebombardeerd, maar de uitzendingen van al-Manar gingen gewoon door. De Israëlische Marine blokkeerde de havens van Libanon en bombardeerde de snelweg Beiroet-Damascus. Door de acties van Israël raakte Libanon geïsoleerd en werd de infrastructuur zwaar beschadigd. Israël bombardeerde verder steden en voerde een aanval uit op de luchtmachtbasis van Rayak in de Bekavallei[12]. Op 12 en 13 juli vielen volgens Libanese krant The Daily Star aan Libanese zijde 47 doden en meer dan 100 gewonden[13].
- Op 14 juli 2006 voerden Israëlische gevechtsvliegtuigen aanvallen uit op de sjiitische wijk Dahieh, een wijk waar zich veel Hezbollah-strijders ophouden en waar volgens Israël de leiding van Hezbollah gevestigd is. Dahieh is ook een wijk waar veel armen wonen en zij zijn dan ook vooral het slachtoffer geworden van de Israëlische aanval. Veel inwoners van Dahieh hadden geen geld om Beiroet te ontvluchten. Een luchtaanval op het hoofdkwartier van Hezbollah-leider Nasrallah verwoestte het gebouw, maar Nasrallah bleef ongedeerd en verscheen later op een Libanese tv-zender. Hij zei dat Hezbollah in oorlog was met Israël.
- In de nacht van 14 en 15 juli werden tal van luchtaanvallen uitgevoerd in Libanon. De aanvallen waren vooral gericht op strategisch gelegen bruggen[14]. Twee Israëlische raketten raakten bijna een ziekenhuis in Tyrus. Bij de patiënten en omwonenden brak paniek uit.
- Op 15 juli gingen de aanvallen op Libanon onverminderd door. Israël bestookte nu ook Noord-Libanon, waaronder de stad Tripoli, die 90 kilometer ten noorden van Beiroet ligt. Premier Fouad Siniora belde president George W. Bush (VS) op. Hij vroeg de Amerikaanse president om druk uit te oefenen op Israël. Volgens Siniora was Bush hier niet toe bereid. De VS drong er bij Israël wel op aan het aantal burgerslachtoffers zo klein mogelijk te houden. Intussen had de Libanese gezant bij de VN Veiligheidsraad om hulp gevraagd. Hij noemde de Israëlische aanval "barbaars" en "bedoeld om het land te gronde te richten."
- Op 16 juli bestookten Israëlische gevechtsvliegtuigen Beiroet. Het waren de zwaarste aanvallen tot nu toe. Het waren vergeldingsaanvallen naar aanleiding van de raketinslagen op een treinstation in de Israëlische havenstad Haifa (Zie hierbeneden). Israël waarschuwde de bevolking om Beiroet te verlaten, maar dit bleek moeilijk, zeker nu de infrastructuur van Libanon ernstig beschadigd en verwoest was. Ook voerde Israël bombardementen uit op de Zuid-Libanese stad Tyrus. Hierbij kwamen zeker 60 mensen om het leven en vielen er 60 gewonden. Bij het bombardement op het kantoor van de minister van Financiën, Mohammed Fneich, in de stad Aitarun zijn zes doden gevallen. Hassan Nasrallah, de leider van Hezbollah, verklaarde op een tape dat er "nog meer verrassingen komen" en dat de bombardementen op Haifa "nog maar het begin zijn." Nasrallah verklaarde vervolgens dat Hezbollah meer wapens heeft dan gedacht.
- Op 25 juli trof een Israëlische luchtaanval een bunker in Khyam waarin VN-waarnemers van de vredesmacht UNIFIL zich schuilhielden. Hierbij vonden vier VN-medewerkers de dood. De UNIFIL-soldaten hadden tot tien keer toe contact gehad met de Israëliërs en gevraagd de aanvallen te stoppen.[15][16] Volgens VN-secretaris-generaal Kofi Annan was de bunker duidelijk gemarkeerd en was de aanval "blijkbaar opzettelijk". Premier Olmert ontkende dit.[17]
- Er vielen 15 doden (waaronder 9 vrouwen en kinderen) in Zuid-Libanon door een Israëlische luchtaanval op een konvooi van vluchtelingen. De vluchtelingen waren op weg naar het stadje Marwahin naar een VN-hoofdkwartier om aldaar asiel aan te vragen, hetgeen echter werd geweigerd[18]. Tussen de 325 en 350 Nederlanders hebben aangegeven Libanon te willen verlaten[19]. Belgen die Libanon willen verlaten kunnen met een Franse veerboot mee. Dinsdag stuurt de Belgische regering een Airbus A310 om Belgen op te halen uit Libanon[20].
- Op 25 juli berichtte NOVA over een Groningse politieagent van Libanese afkomst, die in Libanon op vakantie was toen de Israëlische aanvallen begonnen. Hij verklaarde dat het dorp waar hij verbleef, hoewel de Hezbollah er niet actief was, werd aangevallen met clusterbommen.
- Op 30 juli werd een gebouw in het Zuid-Libanese dorp Qana door Israël gebombardeerd. In eerste instantie werd gedacht dat er 50 tot 60 personen om het leven waren gekomen maar later bleken ten minste 28 burgers onder wie 16 jongeren, de dood te hebben gevonden; wel waren er nog 13 vermisten waarvan werd vermoed dat deze eveneens het leven hadden gelaten. De aanval riep wereldwijde verontwaardiging op. De Israëlische premier Olmert reageerde met grote droefheid, maar benadrukte dat Hezbollah-strijders zich schuilhielden in het gebied. Voor de Britse premier Tony Blair was de beschieting reden om op te roepen tot een staakt-het-vuren. De VS wilde daarvan niets weten en meenden dat dit niet tot een duurzame oplossing zou leiden. Israël besloot om de luchtaanvallen op Libanon met 48 uur op te schorten, zodat de beschieting in Qana kon worden onderzocht. Daarbij werden inwoners van Zuid-Libanon opnieuw opgeroepen om het gebied te verlaten. Diplomaten zagen het bloedbad in Qana als keerpunt in de oorlog.[21] Desalniettemin bombardeerde Israël de volgende dag wederom doelen in Libanon.
- In de nacht van 1 op 2 augustus voerde Israël een aanval in de noordelijke stad Baalbek uit, waarbij tussen de 3 en 7 Hezbollahstrijders zouden zijn opgepakt, ten koste van tussen de 5 en 15 burgerslachtoffers. Ook bombardeerde Israël een vrachtwagen die Katjoesjaraketten zou vervoeren en een aantal bruggen in Noord-Libanon, vlak bij de Syrische grens, daarmee Syrische inmenging in de oorlog riskerend.[22][23][24]

Tijdens de oorlog bestonden al geruchten dat de Israëlische krijgsmacht bij haar aanvallen witte fosfor als wapen gebruikte, maar deze beweerde dat fosforgranaten alleen voor doelwitmarkering werden gebruikt. Eind oktober 2006 gaf minister Yakov Edery toe dat fosfor wel degelijk als wapen werd gebruikt. Ook uitten onderzoekers van de European Committee on Radiation Risk het vermoeden dat Israël uranium in munitie gebruikt, wellicht in verrijkte vorm.

## Aanvallen van Hezbollah op Israël
- Tijdens de Hezbollah-aanval van 12 juli werden diverse Israëlische dorpen en stadjes getroffen door Katjoesja-raketten. Een 47-jarige vrouw in Nahariya en een 70-jarige man uit Safed kwamen hierbij om het leven.
- Op 13 juli dreigde Hezbollah met een raketbeschieting op Haifa, mocht Israël de buitenwijken van Beiroet bestoken. Enige uren na het dreigement werd Haifa door twee raketten geraakt. Het ging hier vermoedelijk om Katjoesja-raketten, hoewel tot dan toe werd aangenomen dat hun reikwijdte niet groot genoeg was om Haifa te raken. Op het moment van de raketinslagen was de Israëlische aanval op de buitenwijken van Beiroet nog niet begonnen en Hezbollah ontkende de raketten te hebben afgevuurd. Een mogelijkheid is dat het om Fajhr-7-raketten gaat die vanuit Iran zouden zijn gelanceerd. Israëlische media (Jerusalem Post) meldden op 14 juli 2006 dat het Israëlische leger een Hezbollah-aanval op Israëlisch grondgebied had voorkomen.
- Op 14 juli 2006 vuurde Hezbollah ongeveer 100 Katjoesja-raketten af op de Israëlische steden Nahariya, Safed, Hatzor, Rosh Pina, Kiryat Shmona en Karmiel, evenals op de dorpen Matat, Sasa, Peki'in, Beit Jan, Biria, Biranit, Kabri, Gesher Haziv, Saar en Ben Ami. Dit leidde tot 30 gewonden. Later op dezelfde dag vielen twee doden door een Katjoesja-raket in Meron, een grootmoeder en haar vijfjarige kleinzoon. Een onbemand gevechtsvliegtuig van Hezbollah heeft raketten gelanceerd op Israëlische marineschepen; één schip raakte hierbij ernstig beschadigd, vier opvarenden zijn vermist. Andere raketten die waren afgevuurd raakten geen doel[27]
- Op 15 juli 2006 lanceerde Hezbollah een tiental Katjoesja-raketten af op Noord-Israël. Vooral de stad Nahariya werd bestookt. Er vielen echter geen slachtoffers en de materiële schade viel mee. De Israëlische regering heeft de regering van Syrië een ultimatum van 72 uur gesteld om de Hezbollah-activiteiten aan de Israëlisch-Libanese grens te stoppen anders zou Israël een offensief starten tegen Syrië met "desastreuze consequenties".[28]
- Op 16 juli 2006 zijn er zeker 9 Israëliërs om het leven gekomen in de havenstad Haifa[29]. Raketten, waarschijnlijk geen Katjoesja's, maar meer geavanceerde raketten, waarschijnlijk van Iraanse makelij, hadden een treinstation geraakt. Er zijn 14 tot 20 gewonden gevallen. De slachtoffers waren allen werkzaam op het station. Israël probeert door middel van Patriotraketten de Katjoesja's uit de lucht te halen[29], maar slaagde daar niet in. De kuststeden Akko en Nahariya werden eveneens getroffen door Katjoesja-raketten. De Israëlische regering roept de burgers van Tel Aviv, de grootste stad van het land, op om waakzaam te zijn.
- Op 23 juli 2006 stonden de tellers van de Israëlische Magen David Adom noodgevallenteams op 505 raketinslagen met 976 slachtoffers (waarvan 36 dood, 19 zwaargewonden, 39 matig gewonden, 278 lichtgewonden en 604 in shock toestand).
- Op 25 juli 2006 kondigde Nasrallah aan te beginnen met de tweede fase van de strijd, waarbinnen de langeafstandsraketten van Hezbollah "voorbij Haifa zouden gaan".
- Op 26 juli 2006 vertrokken 60 Iraanse vrijwilligers en Basijis naar wat zij noemde de heilige oorlog tegen Israël in Libanon. De Iraanse regering zei zelf geen troepen in de regio te plaatsen, dan wel erheen te sturen.
- Op 27 juli 2006 Hezbollah heeft voor de eerste maal een langeafstandsraket (Khaibar-1) op Israël gelanceerd; die komt in de Israëlische plaats Afula terecht. Israël vernietigt vervolgens de lanceerinrichting van die raket.
- Op 2 augustus 2006 zijn er opnieuw raketten van Hezbollah op Israël terechtgekomen, ditmaal betreft het een record hoeveelheid (volgens Hezbollah bijna 300, volgens Israël minstens 182), dit als vergelding voor wat er de afgelopen tijd heeft plaatsgevonden. Sinds 12 juli heeft Hezbollah in totaal meer dan 1700 raketten op Israël gelanceerd, waarbij 19 mensen om het leven zijn gekomen en enkele honderden gewond zijn geraakt.[30]
- Op 3 augustus 2006 heeft Hezbollah raketten op Noord-Israël gelanceerd, voor het eerst 's nachts. De kuststad Haifa en omgeving zijn geraakt. Israël houdt het op 100 raketinslagen. Acht burgers hebben hierbij de dood gevonden.[31]

## Slachtoffers en hulpverlening
Het precieze aantal slachtoffers is niet goed vast te stellen. Volgens schattingen vielen in de eerste week aan Libanese kant enkele honderden doden en aan Israëlische zijde enkele tientallen doden. Ook kwamen in de eerste week enkele buitenlanders om.
Israël laat, in overleg met de Verenigde Naties en hulpverleningsinstanties, humanitaire hulp toe tot Libanon via konvooien en een luchtbrug naar Beiroet.,.
Diverse VN-organisaties hebben hulp geleverd aan de slachtoffers van het conflict. Voedsel, water en zo'n 200.000 doses Vitamine A en $1,2 miljoen aan andere medische bevoorrading zijn door UNRWA, Unicef en het WHO aangevoerd. Eén konvooi van het Wereldvoedselprogramma (WVP) naar het zuiden van Libanon werd belemmerd doordat de benodigde toestemming van Israëlische militaire autoriteiten niet werd verkregen. Hierdoor zitten sommige Zuid-Libanese dorpen zonder eten, drinkwater en medicijnen, en kunnen de zwakkeren niet geëvacueerd worden, aldus het WVP.
Het persbureau Reuters kreeg kritiek toen bekend werd dat een fotograaf van het persbureau foto's van de stad Qana had gemanipuleerd: hij had rookwolken boven de stad kunstmatig vergroot. De bewuste fotograaf, Adnan Hajj, werd daarop door Reuters geschorst. Meer foto's in de internationale media bleken te zijn gemanipuleerd of in scène gezet.

## Internationale reacties
De aanval van Hezbollah op Israël, alsmede de gijzeling, werden internationaal vrijwel unaniem afgekeurd.
Volgens president George W. Bush van de Verenigde Staten heeft Israël het recht zich te verdedigen. De Minister van Buitenlandse Zaken van de VS, Condoleeza Rice, riep Israël op om de zelfbeheersing niet te verliezen.
De ministers van Buitenlandse Zaken van de Europese Unie verklaarden dat Israël terughoudend moest zijn met geweld tegenover burgers, maar ze veroordeelden de aanval niet.
Tijdens een ingelaste top van de Arabische Liga veroordeelden enkele Arabische landen, zoals Saoedi-Arabië, Jordanië en Egypte (die alle relatief sterke banden met de VS hebben), de acties van Hezbollah, waarin zij de invloed van Iran zien.
De Belgische minister van Buitenlandse Zaken Karel De Gucht zei dat Israël het recht heeft zich te verdedigen, maar dat het dit keer met "overdreven geweld" heeft gereageerd. Er was ook een betoging in Brussel tegen de militaire operatie van Israël in de Gazastrook. Eerste Minister Guy Verhofstadt vroeg Hezbollah de gevangengenomen Israëlische soldaten vrij te laten, en hoewel hij de wens van Israël begrijpt om hen terug te brengen, veroordeelde hij het "grootscheepse en overdreven geweld" waarnaar Israël teruggrijpt.
De Libanese regering ontkende betrokken te zijn bij de tegen Israël gerichte activiteiten van Hezbollah. Premier Fouad Siniora sprak de hoop uit dat er snel een staakt-het-vuren zal zijn tussen Israël en Libanon (Hezbollah).
Israël blijft aandringen op de vrijlating van de twee gegijzelde militairen en het stopzetten van Hezbollah-beschietingen met Katjoesja-raketten.
Volgens mensenrechtenorganisatie Human Rights Watch (HRW) begaan beide partijen oorlogsmisdaden door het onwillekeurig schieten op burgerdoelen. De Hezbollah schendt daarbovenop nog het oorlogsrecht door vanuit scholen, ziekenhuizen en bewoonde gebieden te opereren en daarmee deze in gevaar te brengen. De Israëlische aanval als geheel en de Amerikaanse steun daarvoor worden door een aantal internationale journalisten en intellectuelen, onder wie Noam Chomsky, beschouwd als een geplande oorlogsmisdaad, met als doel Libanon sociaal en politiek te ontwrichten en er een de facto protectoraat van Israël en de VS van te maken.

## Voorstellen ter beëindiging van de oorlog
Naar aanleiding van de behoefte om de gewelddadigheden te stoppen is de VN bezig met het maken van een resolutie, Frankrijk en de Verenigde Staten zijn al tot een ontwerp gekomen maar deze voldoet nog niet aan de eisen van de Arabische wereld.
Voorstel Israël: Israël wenst alleen terug te trekken uit Zuid-Libanon (het grensgebied tot aan de 30 km hoger gelegen Litanirivier) als het tegelijkertijd wordt vervangen door een internationale troepenmacht (VN-vredesmacht) en ook pas als de raket-aanvallen gestopt zijn en het gebied vrij is van Hezbollah. Ook eist Israël direct de gegijzelde militairen terug. Daarnaast wenst zij een volledige ontwapening van Hezbollah en een embargo van de Veiligheidsraad op de invoer van wapens naar Libanon tenzij dit bedoeld is voor het Libanese leger.
Voorstel Arabische wereld / Libanon / Hezbollah: Hezbollah wenst dat Israël direct Libanon verlaat en pas dan zal zij stoppen met het lanceren van raketten, ook het gebied van de Shebaa-boerderijen dient volgens Hezbollah weer bij Libanon te horen. Daarnaast heeft de Libanese regering aangegeven dat zij 15.000 troepen wil plaatsen in Zuid-Libanon om hiermee Hezbollah in toom te houden.
Struikelblokken: Beide partijen geven aan pas te stoppen als de andere gestopt is met haar vijandigheden, en daarbovenop vraagt het verzamelen van een internationale troepenmacht (VN-vredesmacht) flink wat tijd. Ook is de grootste wapenleverancier van Hezbollah Iran, waardoor een wapenembargo moeilijk te controleren is. Verder bestaat er binnen het Libanese leger een grote sympathie voor Hezbollah. Om nog maar te zwijgen over de Shebaa-boerderijen, die behoren volgens de VN niet aan Israël of Libanon maar aan Syrië toe.

### Uitbreiding UNIFIL
De Britse premier Tony Blair en de secretaris-generaal van de Verenigde Naties Kofi Annan hebben tijdens de G8-top in Sint-Petersburg overlegd over het toevoegen van 8000 extra blauwhelmen aan de United Nations Interim Force In Lebanon (UNIFIL). De vredesmacht UNIFIL bestaat op dit moment uit 2000 militairen uit diverse landen. De Nederlandse minister van Buitenlandse Zaken Ben Bot steunt dit idee maar wil hiervoor geen militairen leveren.

## Resolutie 1701
Op 11 augustus 2006 werd door de Veiligheidsraad van de Verenigde Naties Resolutie 1701 aangenomen. Daarin werden Hezbollah en Israël opgeroepen, respectievelijk de aanvallen en de militaire operaties onmiddellijk te staken. De Libanese regering en UNIFIL werden opgeroepen om hun troepen in het zuiden gezamenlijk te deployeren en de regering van Israël werd opgeroepen parallel daarmee haar troepen uit zuidelijk Libanon terug te trekken. Volgens afspraak zou de Blauwe Grens door beide partijen gerespecteerd worden en zonder toestemming van de Libanese regering zouden zich geen vreemde strijdkrachten in Libanon ophouden of wapenmateriaal gekocht of aangevoerd worden. Alle resterende, in Israëlisch bezit zijnde, kaarten van landmijnen in Libanon zouden aan de V.N. overhandigd worden.
Over de implementatie van deze Resolutie zijn achtereenvolgens een eerste en tweede rapport verschenen.

## Israëlische onderzoekscommissie
Sinds 11 september 2006 onderzoekt de Israëlische commissie-Winograd wat de Israëlische inbreng aangaat de toedracht van het gebeuren. Op 30 april 2007 kwam zij met een tussentijds rapport waarin zij stevig uitpakte tegen premier Ehud Olmert, minister van Defensie Amir Peretz en voormalig stafchef van het Israëlische leger Dan Halutz. Dit rapport behelsde de tijd voorafgaande aan de inval in Libanon alsmede de eerste dagen van de oorlog. Het mislukken van de strijd tegen Hezbollah werd op het conto van deze personen geschreven.

## Doden- en gevangenenruil
Op 29 juni 2008 maakte het Israëlische kabinet bekend te weten dat de 2 jaar eerder gevangengenomen militairen Ehud Goldwasser en Eldad Regev om het leven gekomen waren en dat hun stoffelijke resten binnen enkele dagen geruild zouden worden. Op 16 juli werden de lichamen van de omgekomen militairen aan de Israëlisch-Libanese grens overgedragen. In ruil droeg Israël vijf gevangen Libanezen over, alsmede circa 200 lichamen van bij geweld omgekomen Libanezen en Palestijnen. In Libanon werd dit als een overwinning beschouwd en gevierd.